# Celler del Barber
El Celler del Barber és una obra de Calafell (Baix Penedès) protegida com a bé cultural d'interès local.

## Descripció
Es tracta d'una nau aïllada de planta rectangular, aproximadament 18 m de llargada i 10 m d'amplada, l'eix de la qual correspon a l'est-oest. És una construcció semisoterrada, ja que en els seus costats est i nord la cota del terreny és més elevada que en els costats sud i oest. A la part interior es divideix en dos nivells horitzontals, però que no ocupen tota la superfície de la nau.
Al nivell més alt, que correspon al sostre dels cups, s'hi s'accedeix des de l'actual rambla de Mn. Jaume Tobella, per un portal d'arc escarser (al seu costat esquerre n'hi ha una altra d'igual tapiada d'antic), amb porta de fusta de doble batent, i pel costat nord de l'edifici, a través d'un camí perpendicular a l'esmentada rambla, per dues portes, també d'arc escarser amb porta de doble batent, que han estat aparedades en època contemporània.
Al nivell inferior s'hi accedia per una petita porta situada a la banda oest, la qual dona a un camp de conreu de vinya, actualment erm, i també per la part superior de l'interior a través d'una escala. La coberta és a doble vessant, amb carener perpendicular a la façana (té un canaló fet de ceràmica), feta de jàsseres formades per dues bigues de ferro disposades paral·lelament, que reposen en un pilar fet de maons massissos, i bigues de fusta, col·locades perpendicularment a la jàssera, amb els intereixos fets de peces rectangulars de ceràmica.
El cobriment és de teula àrab. A l'interior s'hi van construir un conjunt de cups per a vinificació, del sistema conegut com a cups de raig. És a dir, el raïm es trepitja a la part superior del cup i el most un cop fermentat s'extreia per una obertura situada a la part inferior. Aquest sistema de vinificació explica la construcció de l'edifici semisoterrat. Al nivell inferior, a tocar de la paret sud hi ha una renglera de botes de fusta que servien per emmagatzemar el vi un cop extret dels cups.
El sistema constructiu és de tipus tradicional constituït per murs de càrrega i sostres unidireccionals. Parets de maçoneria de pedra unida amb morter de calç i obertures fetes amb fàbrica de maó massís. L'arrebossat és de morter de calç.

## Història
La construcció d'aquest edifici cal emmarcar-la en el context d'una creixent explotació agrícola centrada en la viticultura. Als anys 20 ja havien quedat enrere els estralls provocats per la fil·loxera a finals del segle xix. Només cal recordar que l'any 1922 es va fundar el Sindicat Cooperatiu Agrícola de Calafell, actual Cooperativa Agrícola. Així doncs, l'edifici que ens ocupa cal entendre’l no com un edifici aïllat, sinó que forma part d'un sistema d'explotació agrari que inclou altres construccions d'arquitectura popular com són els aterrassaments del terreny amb marges de pedra seca per obtenir planes fèrtils pel conreu de la vinya. Malgrat tot, sembla que mai es va posar en funcionament degut a uns problemes de filtracions dels cups.